# Pintarroxo-vermelho

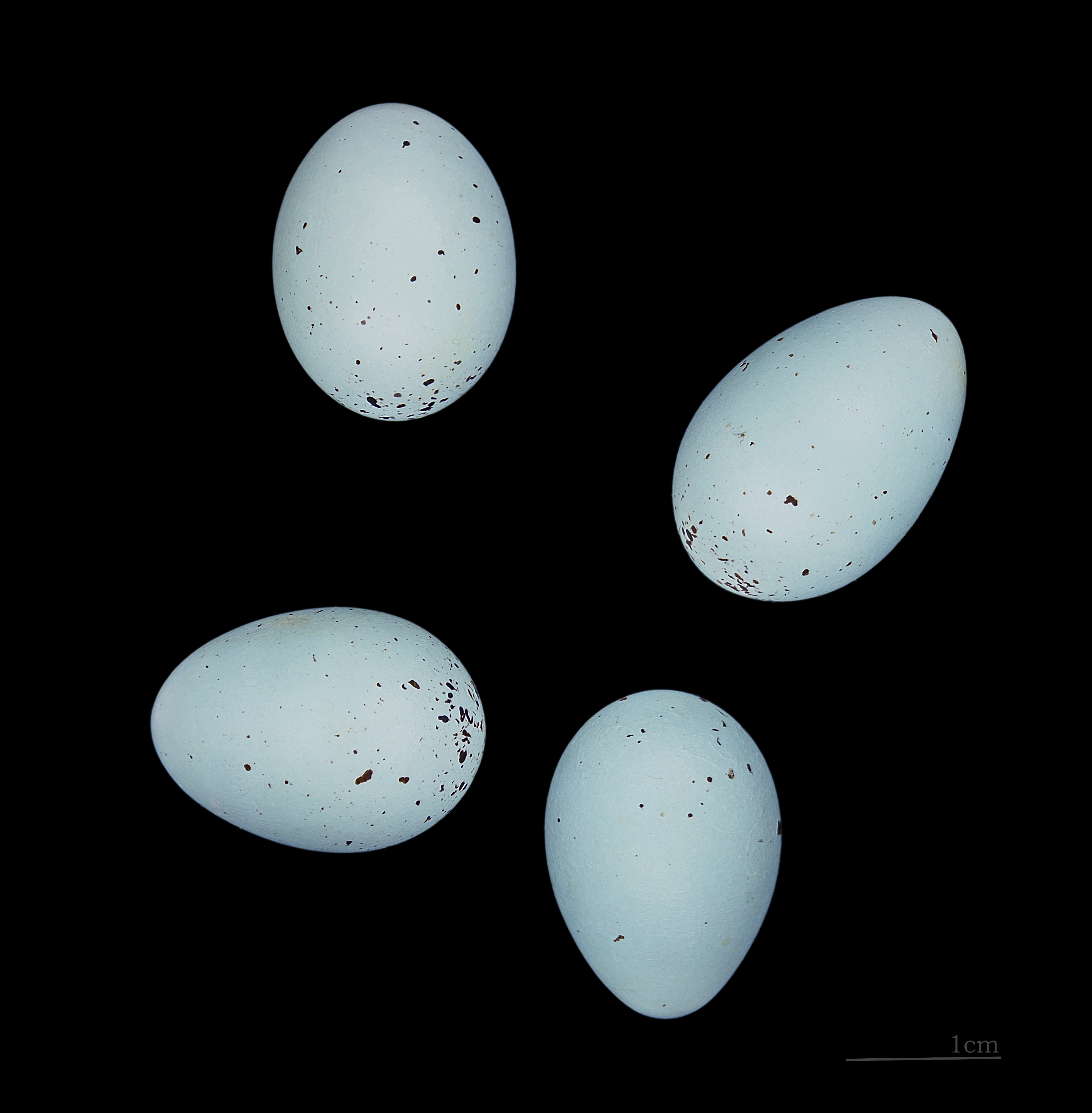
Carpodacus erythrinus - MHNT

O pintarroxo-vermelho, pintarroxo-carmim ou peito-carmim-comum (Carpodacus erythrinus) é uma pequena ave da família Fringillidae. O macho é característico, com a plumagem vermelho-carmim. A fêmea é esverdeada.
Esta espécie nidifica no leste da Europa (principalmente na Polónia). É uma ave migradora que migra para leste, invernando no sul da Ásia.
Em Portugal a sua ocorrência é acidental.